# Pinckneyville (Illinois)
Pinckneyville település az Amerikai Egyesült Államok Illinois államában, Perry megyében, melynek megyeszékhelye is. Lakosainak száma 5066 fő (2020. április 1.).

## Népesség
A település népességének változása:

| 2010 | 5 648 |
| 2020 | 5 066 |